# Гавасу (водоспад)
Гавасупай (англ. Havasupai або Havasu Falls) — один з водоспадів ущелини Хавасу (Havasu Creek), притоки Великого Каньйону, на території мешкання племені Хавасу. Водний потік спадає з вапнякового плато, що надає воді зеленувато-синявий відтінок. Розташований за 50 км від селища Ґранд-Каньйон-Вілледж, є популярною туристичною пам'яткою.
| США | Це незавершена стаття з географії США. Ви можете допомогти проєкту, виправивши або дописавши її. |